# Jarabe para la tos tóxico
Desde la década de 1990, se han producido varios envenenamientos masivos por jarabe para la tos tóxico en países en desarrollo. En estos casos, un ingrediente del jarabe para la tos, la glicerina (glicerol), se sustituyó por dietilenglicol, una alternativa más económica a la glicerina para aplicaciones industriales. El dietilenglicol es nefrotóxico y puede provocar síndrome de disfunción multiorgánica, especialmente en niños.

## Historia
Ha habido intoxicaciones en Panamá, China, Haití, Bangladés, Argentina, Nigeria, India (dos veces), Indonesia, Uzbekistán y Gambia entre 1992 y 2022, debido a jarabe para la tos contaminado y otros medicamentos que incorporaron dietilenglicol de bajo costo en lugar de glicerina.

### Bangladés
Descubrir y rastrear un jarabe tóxico hasta su origen ha sido difícil para los proveedores de atención médica y las agencias gubernamentales debido a la difícil comunicación entre los gobiernos de los países desarrollados y los países en desarrollo. Por ejemplo, Michael L. Bennish, un pediatra estadounidense que trabaja en países en desarrollo, se había ofrecido como médico voluntario en Bangladés y había notado varias muertes que parecían coincidir con la distribución del jarabe para la tos proporcionado por el gobierno. El gobierno rechazó sus intentos de investigar el medicamento. En respuesta, Bennish pasó de contrabando botellas del jarabe en su maleta cuando regresaba a los Estados Unidos, lo que permitió a los laboratorios farmacéuticos de Massachusetts identificar el venenoso dietilenglicol, que puede parecer muy similar a la menos peligrosa glicerina. Bennish luego escribió un artículo de 1995 en el British Medical Journal sobre su experiencia, y escribió que, dada la cantidad de medicamentos recetados, el número de muertos «debe [ya] ser de decenas de miles».

### Indonesia
En 2022, se informó que la muerte de casi 100 niños en Indonesia estuvo relacionada con el jarabe para la tos y los medicamentos líquidos. El jarabe contenía «cantidades inaceptables» de dietilenglicol y etilenglicol, vinculados a la insuficiencia renal aguda (IRA). En octubre, los funcionarios de salud informaron alrededor de 200 casos de IRA en niños, la mayoría de los cuales tenían menos de cinco años. Indonesia prohibió temporalmente la venta y prescripción de todos los jarabes y medicamentos líquidos, ya que no estaba claro si estos medicamentos eran importados o producidos localmente.

### Panamá
En mayo de 2007 se reportaron 365 muertes en Panamá.
En Panamá, el dietilenglicol importado procedía de un fabricante chino. La Administración de Drogas y Alimentos de China no consideró que el escándalo del jarabe tóxico para la tos fuera culpa de China. El fabricante chino exportaba el dietilenglicol bajo el nombre de TD glicerina, pero el intermediario español Aduanas Javier de Gracia cambió el nombre a glicerina cuando llenó la declaración aduanera en Panamá.

### Gambia
En octubre de 2022, la Organización Mundial de la Salud (OMS) anunció un vínculo entre cuatro jarabes para la tos pediátricos de una compañía farmacéutica india y la muerte de 66 niños en Gambia por insuficiencia renal. Se cree que los productos (solución oral de prometazina, jarabe para la tos para bebés de kofexmalin, jarabe para la tos para bebés Makoff y jarabe para el resfriado Magrip N) están contaminados con dietilenglicol y/o etilenglicol. Los productos involucrados fueron fabricados por Maiden Pharmaceuticals en diciembre de 2021.
Esto ha llevado a que los productos de Maiden Pharmaceuticals estén prohibidos en Gambia; una investigación realizada por CDSCO y voluntarios de agencias de salud en Gambia yendo de puerta en puerta en un retiro urgente.
En diciembre de 2022, un comité parlamentario de Gambia recomendó el enjuiciamiento de la empresa india Maiden Pharmaceuticals. También recomendó prohibir todos los productos de la firma en el país.

### Uzbekistán
En diciembre de 2022, el Ministerio de Salud de Uzbekistán dijo que 18 niños murieron por problemas renales y enfermedades respiratorias agudas después de beber jarabe para la tos fabricado por la farmacéutica india Marion Biotech. La declaración no especificó durante qué período de tiempo ocurrieron las muertes. Como resultado, Marion Biotech fue suspendida de Pharmexcil, un grupo comercial vinculado al gobierno indio. Como resultado, la policía de seguridad del estado de Uzbekistán arrestó a cuatro personas.